# Protoestado
Un protoestado (del griego prōto- (πρωτο-): «en primer lugar en el tiempo».), también llamado cuasi-Estado, es una entidad política que no representa un Estado soberano totalmente autónomo con sus propias instituciones. Este término fue creado por los prehistoriadores para designar una situación intermedia entre la sociedad de jefatura (clanes, tribus, cacicatos…) y una organización política estática.

## Historia
| Cazadores-recolectores Pastores nómadas Sociedades agrícolas simples | Sociedades agrícolas complejas/jefaturas Estados Sin población |

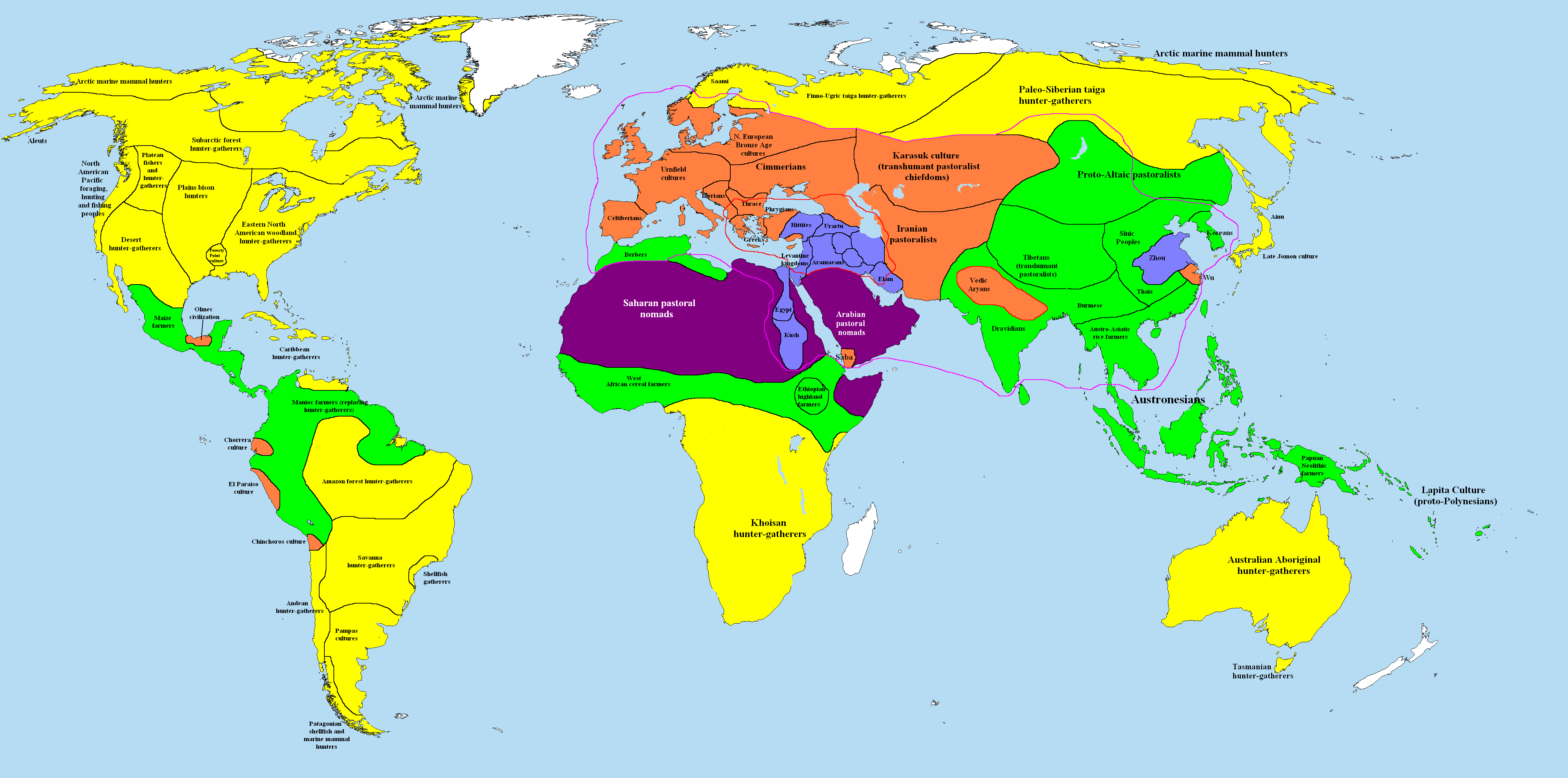
Sociedades en el mundo hacia el 1000 a. C.

El término «protoestado» se ha utilizado en referencia a contextos que se remontan a la Antigua Grecia, para referirse al fenómeno de que la formación de una nación grande y cohesionada a menudo sería precedida por formas muy pequeñas y laxas de estado. Por ejemplo, el sociólogo histórico Garry Runciman describe la evolución de la organización social en la Edad Oscura desde la falta de Estado hasta lo que él llama semiestados basados en la dominación patriarcal pero carentes de potencial inherente para lograr los requisitos de la condición de Estado, a veces en transición a protoestados con roles gubernamentales capaces de mantenerse generacionalmente, que podrían evolucionar en entidades más grandes y centralizadas que cumplieran los requisitos de la condición de Estado hacia el año 700 a. C. en el período arcaico.
La mayoría de los protoestados antiguos fueron producto de sociedades tribales, consistentes en confederaciones de comunidades relativamente efímeras que se unían bajo un único señor de la guerra o jefe dotado de autoridad simbólica y rango militar. Estos no eran considerados estados soberanos ya que rara vez alcanzaban algún grado de permanencia institucional y la autoridad a menudo se ejercía sobre un pueblo móvil y no sobre un territorio medible. Las confederaciones laxas de esta naturaleza fueron el principal medio para que los pueblos de muchas regiones, como las estepas de Asia Central, alcanzaran la creación de un Estado común a lo largo de la historia antigua.
Los protoestados proliferaron en Europa Occidental durante la Edad Media, probablemente como resultado de una tendencia hacia la descentralización política tras el colapso del Imperio romano de Occidente y la adopción del feudalismo. Si bien teóricamente debían lealtad a un solo monarca bajo el sistema feudal, muchos nobles menores administraban sus propios feudos como pequeños "Estados dentro de Estados" independientes entre sí. Esta práctica fue especialmente notable en el caso de grandes entidades políticas descentralizadas como el Sacro Imperio Romano Germánico, que incorporaba muchos protoestados autónomos y semiautónomos.
El concepto de Estado como lo conocemos ahora viene del fin del Antiguo Régimen y el inicio de la Edad Contemporánea. Por ello, se podrían considerar protoestados muchas naciones, reinos y otras entidades feudales medievales.
En la tercera guerra carlista, Carlos de Borbón y Austria-Este, el pretendiente al trono español, fundó un protoestado al ocupar Estella: estableció su Corte y llegó a acuñar una moneda propia.

## En la actualidad

Territorios ocupados por el Dáesh en 2015.

Los protoestados no pueden ejercer la soberanía nacional completamente debido a la falta de instituciones y puede no estar reconocido por la comunidad internacional. En la actualidad, la mayoría de los protoestados han surgido por fallos en el Estado anterior (Estado fallido) o el intento fracasado de imponer un estado a una minoría étnica concentrada geográficamente. Suelen poseer pocas riquezas y estar en guerra permanente. Sus poblaciones suelen ser pequeñas.
El caso más importante fue el Estado Islámico. A pesar de ser considerado por muchos como un grupo terrorista insurgente, en la práctica fue un protoestado: poseía una burocracia, fue capaz de ejercer un monopolio legal dentro de un territorio conquistado (incluso recaudaba sus propios impuestos) y tenía un ejército. Fue un protoestado totalitario que se financia con métodos mafiosos y atrae musulmanes de otros países.
Otros ejemplos son Mali poscolonial, Kosovo y el Estado Wa.